# Кінкора (кратер)
Кінкора — це кратер у Квадранглі Mare Tyrrhenum на планеті Марс. Кратер розташований за координатами 25,2° пд. ш. та 247,2° зх. д. Його діаметр становить близько 51 км, а назва була йому присвоєна робочою групою номенклатури планетних систем Міжнародного астрономічного союзу на честь канадського містечка Кінкора, Острів Принца Едварда, у 1991 році.

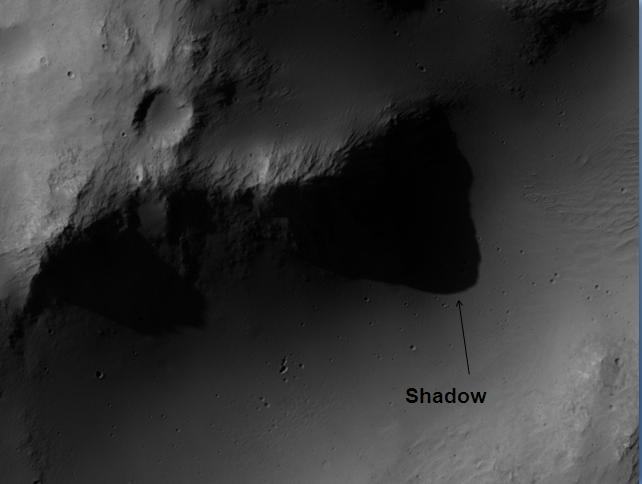
Кільцевий вал кратера Кінкора, знімок HiRISE. Вал відкидає тіні.